# Ziegelei Cramer

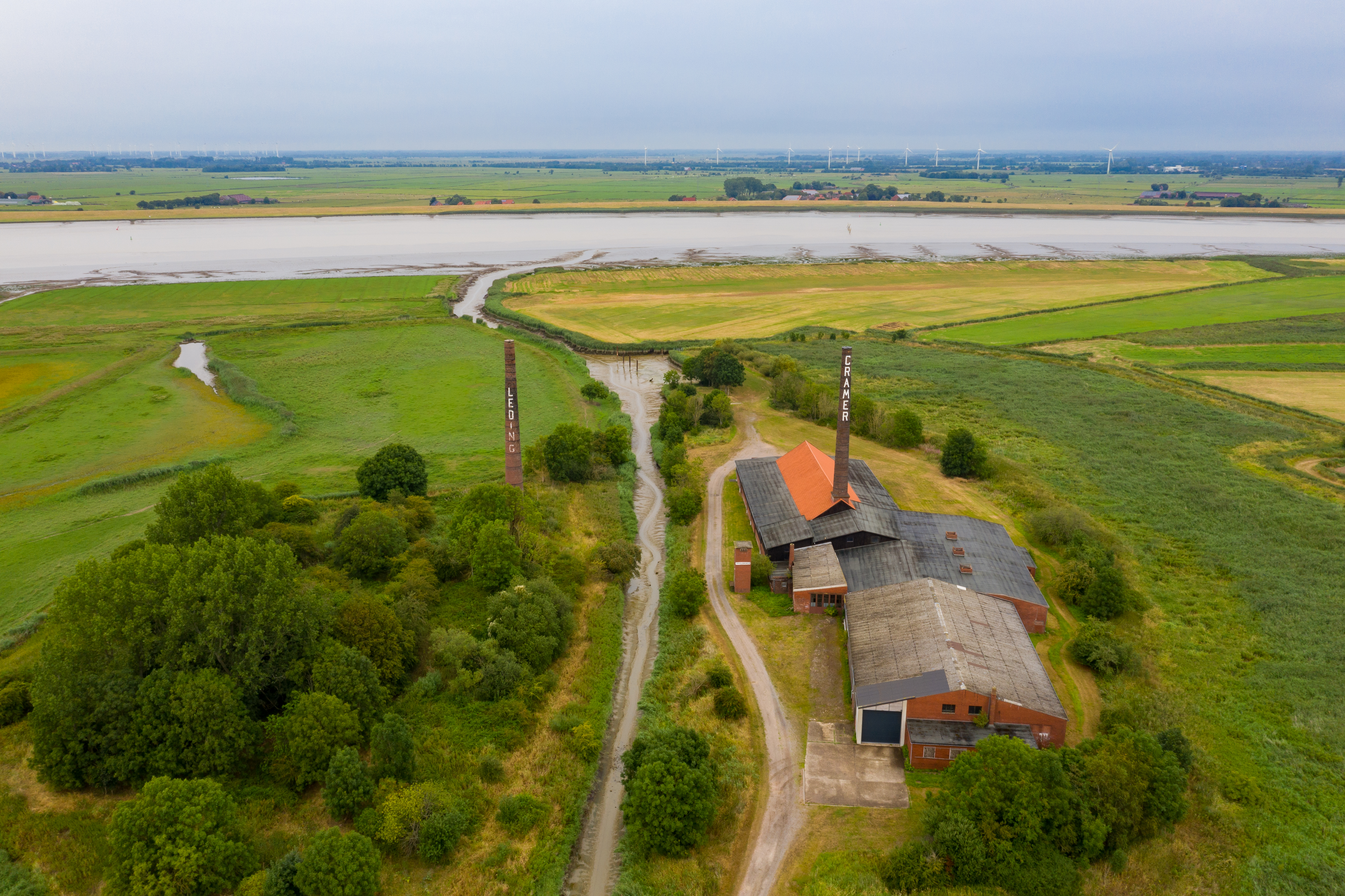
Die ehemaligen Ziegeleien Leding und Cramer im Deichvorland. Zwischen beiden fließt die Midlumer Sielmuhde.

Die Ziegelei Cramer war eine Ziegelei in Midlum im Landkreis Leer (Ostfriesland). Heute wird in der denkmalgeschützten Anlage das Ziegeleimuseum Midlum betrieben.

## Geschichte
Die Wurzeln der im Deichvorland an der Midlumer Sielmuhde gelegenen Ziegelei Cramer gehen auf eine 1799 von Willem Wollten Heykes gegründete Handstrichziegelei zurück. Rund neun Jahrzehnte nach ihrer Gründung musste die Ziegelei im Besitz der Familie van Scharrel 1888 Konkurs anmelden, woraufhin Lucas Cramer, der Sohn eines Butterhändlers aus Loga, den Betrieb übernahm. Cramer modernisierte die Ziegelei, schaffte eine Dampfmaschine an, ließ 1891 einen Ringofen sowie neue Gebäude errichten. 1910 starb Lucas Cramer, und seine Witwe übernahm die Leitung. Der Erste Weltkrieg brachte die Ziegelherstellung nahezu zum Erliegen. Bis zur Weltwirtschaftskrise, die die Produktion erneut unterbrach, bestand ein Teil der 25- bis 30-köpfigen Belegschaft aus lippischen Wanderzieglern. Nach dem Tod der Witwe Cramer im Jahr 1936 führte ihr Sohn Wilhelm Cramer die Ziegelei fort. Durch den Zweiten Weltkrieg musste die Produktion 1940 unterbrochen werden, und im Arbeiterwohnhaus wurden etwa 30 Kriegsgefangene untergebracht. 
Nach dem Zweiten Weltkrieg verpachtete Wilhelm Cramer die Ziegelei an die direkt nebenan liegende Ziegelei Leding & Co. In den Jahren 1954/55 wurde die Produktion vom angestammten Ostfriesenformat-Vollstein auf DIN-Format-Lochsteine umgestellt. Der kinderlos gebliebene Wilhelm Cramer starb 1950, und sein 1949 adoptierter Neffe Lucas Cramer Loesing löste die Zusammenarbeit mit Leding 1961, übernahm die Führung der durch Sturmfluten beschädigten Ziegelei wieder selbst und modernisierte sie erneut durch die Anschaffung neuer Maschinen. 1968 wurden vor der Ziegelei eine neue Kleihalle gebaut, um das ganze Jahr produzieren zu können, und eine gebrauchte Presse gekauft. 
Nachdem 1970 noch das alte Arbeiterwohnhaus abgerissen und ein neuer Bürotrakt vor der Kleihalle gebaut wurde, ging Cramer 1972 in Konkurs. Im Jahr darauf gingen viele der Maschinen an ein Entwicklungshilfeprojekt in Afrika und die restlichen Metalleinbauten wurden an einen Schrotthändler veräußert. Teile des Ringofens wurden zur Anlage eines Jachthafens im Wendebecken der Sielmuhde und zum Bau eines Backofens im Emsland verwendet. Danach wurden die Gebäude sich selbst überlassen. Mitte Februar 1974 wurde das Unternehmen schließlich im Handelsregister gelöscht.
Auf Betreiben des Jemgumer Gemeindedirektors gründete sich im Sommer 1998 der Ziegeleiverein Jemgum zur Erhaltung der Ziegelei und begann mit der Sanierung der Gebäude und dem Aufbau eines Ziegeleimuseums, in dem die Ziegeleigeschichte des Rheiderlandes dargestellt werden kann. In den ersten beiden Jahren steuerten das niedersächsische Landesjugendamt, das Arbeitsamt Leer und der Landkreis Leer insgesamt rund zwei Millionen DM zum Aufbau bei. Nach langjährigen Meinungsverschiedenheiten mit den Erben der Ziegelei übernahm die Gemeinde Jemgum das Gelände im September 2017.